# Seznam metal skupin
Seznam metal skupin.

## A
- Abigor
- Aborted
- Absu
- AC/DC
- Accept
- After Forever
- Agathadaimon
- Ajattara
- Alestorm
- Alien Weaponry
- Allegaeon
- Amon Amarth
- Anaal Nathrakh
- Anihilator
- Antestor
- Anthrax
- Anvil
- Apocalyptica
- Arch Enemy
- Assassin
- Atomic Rooster
- Avenged Sevenfold
- Aversions Crown

## B
- Bathory
- Battle Beast
- Batushka
- Becoming the Archetype
- Behemoth
- Belladonna
- Belphegor
- Belzebong
- Benediction
- Beyond Creation
- Biermacht
- The Black Dahlia Murder
- Black Sabbath
- Blind Guardian
- Bullet For My Valentine
- Bleeding Fist
- Bleeding Throught
- Breedlock
- Bring Me the Horizon
- Burning Legion
- Burzum

## C
- Cannibal Corpse
- Celtic Frost
- Children of Bodom
- Cradle of Filth
- Cryptopsy
- Coroner
- Cyrith Ungol

## D
- D.R.I.
- Dark Angel
- DIO
- DragonForce
- Dream Theatre
- Doomed
- Dusk Delight
- Deathstars
- Deicide
- Dekadent
- Dew-scented
- Death
- Deathrow
- Dickless Tracy
- Disturbed
- Dimmu Borgir
- Dokken
- Dream Evil

## E
- Epica
- Exorcist
- Exciter
- Emperor
- Edguy
- Erosion
- Elvenking
- Ensiferum
- Equilibrium
- Evergrey
- Excelsis
- Extreme Smoke 57

## F
- Fear Factory
- Forevermore

## G
- Ghost
- Graveworm
- Grave Digger
- Gojira
- Gorgoroth
- Gutalax

## H
- Haggard
- Hammerfall
- Hanoi Rocks
- Helloween
- Hellhammer
- Hope for the Dying
- Horde
- Hirax
- Hypocrisy
- Hush

## I
- Igorrr
- In Flames
- Iron Maiden
- Immortal
- Impending Doom
- Interceptor
- Iced Earth
- Inmate

## J
- Judas Priest
- Juvenes

## K
- Kataklysm
- Korpiklaani
- Krisiun
- Kreator
- Krokus
- Keel

## L
- Lacuna Coil
- Lintver
- Living Sacrifice

## M
- ManowaR
- Marduk
- Mastodon
- Mercyful Fate
- Meshuggah
- Metallica
- Megadeth
- Michael Schenker Group
- Monstrosity
- Moral Disorder
- Morbid Angel
- Mors Principium Est
- Motörhead
- M O R A

## N
- Naglfar
- Nargaroth
- Napalm Death
- Nightwish
- Nile
- Noctiferia
- Norther

## O
- Obscura
- Opeth
- Overkill
- Ozzy Osbourne
- Obidil

## Q
- Quiet Riot

## P
- Panikk
- Pantera
- Phinehas
- Protector

## R
- Razor
- Rhapsody
- Rumble Militia

## S
- Sabathena
- Sacred Steel
- Sadus
- Sanity Obscure
- Satan
- Satyricon
- Saving Grace
- Saxon
- Samson
- Scorpions
- Sepultura
- Shining
- Signum Regis
- Sinner
- Six Point Six
- Skálmöld
- Skytower
- Slayer
- Sonata Arctica
- S.O.D.
- Sodom
- Stoned Jesus
- Stratovarious
- Steeler
- Stryper
- Suicide Silence
- Symphony X
- System of a Down

## T
- Tankard
- Testament
- Theatres des Vampires
- Theocracy
- Therion
- Thousand Foot Crutch
- Threshold
- Tormentor
- Tygers of Pan Tang

## U
- UFO
- Urgehal

## V
- Vader
- Vasectomy
- Vendetta
- Venom
- Vector
- Veto
- Voivod
- Vulvathrone

## W
- WASP
- Wartune
- White Lion
- Wintersun
- Windir
- Wintersun
- Within Destruction
- Within Temptation

## Y
- Y&T
- Yngwie Malmsteen

## Podzvrsti
- seznam death metal skupin